# Municipio Palizada
Koordinaten: 18° 15′ N, 92° 5′ W
Palizada ist ein  Municipio im mexikanischen Bundesstaat Campeche. Das Municipio hat 8352 Einwohner (Zensus 2010) und ist 2150 km² groß. Verwaltungssitz und größter Ort des Municipios ist das gleichnamige Palizada.

## Geographie
Das Municipio Palizada liegt im Südwesten des mexikanischen Bundesstaats Campeche auf Höhen unter 100 m. Es zählt zur Gänze zur physiographischen Provinz der südlichen Küstenebene des Golfes sowie zur Subprovinz der Ebenen und Sümpfe von Tabasco bzw. zur hydrographischen Region Grijalva-Usumacinta. Die Geologie des Municipios wird zu 46 % von Alluvionen, zu 35 % von palustrischen und zu 16 % von lakustrischen Ablagerungen bestimmt; vorherrschende Bodentypen sind Gleysol (46 %), Vertisol (39 %) und Solonchak (11 %). Etwa die Hälfte der Gemeindefläche wird von Mangroven und Sümpfen eingenommen, etwa 16 % sind bewaldet.
Das Municipio Palizada grenzt ans Municipio Carmen sowie an den Bundesstaat Tabasco.

## Bevölkerung
Beim Zensus 2010 wurden im Municipio 8352 Menschen in 2181 Wohneinheiten gezählt. Davon wurden 56 Personen als Sprecher einer indigenen Sprache registriert, darunter 20 Sprecher des Mayathan und 16 Sprecher des Chol. Gut elf Prozent der Bevölkerung waren Analphabeten. 3054 Einwohner wurden als Erwerbspersonen registriert, wovon ca. 80 % Männer bzw. 4,4 % arbeitslos waren. Über 17 % der Bevölkerung lebten in extremer Armut.

## Orte
Das Municipio Palizada umfasst 152 bewohnte localidades, von denen nur der Hauptort vom INEGI als urban klassifiziert ist. Zwei Orte wiesen beim Zensus 2010 eine Einwohnerzahl von über 500 auf, 134 Orte hatten weniger als 100 Einwohner. Die größten Orte sind:
| Ort          | Einwohner |
| Palizada     | 3.089     |
| Santa Isabel | 0.630     |
| El Juncal    | 0.394     |